# سفرطاس

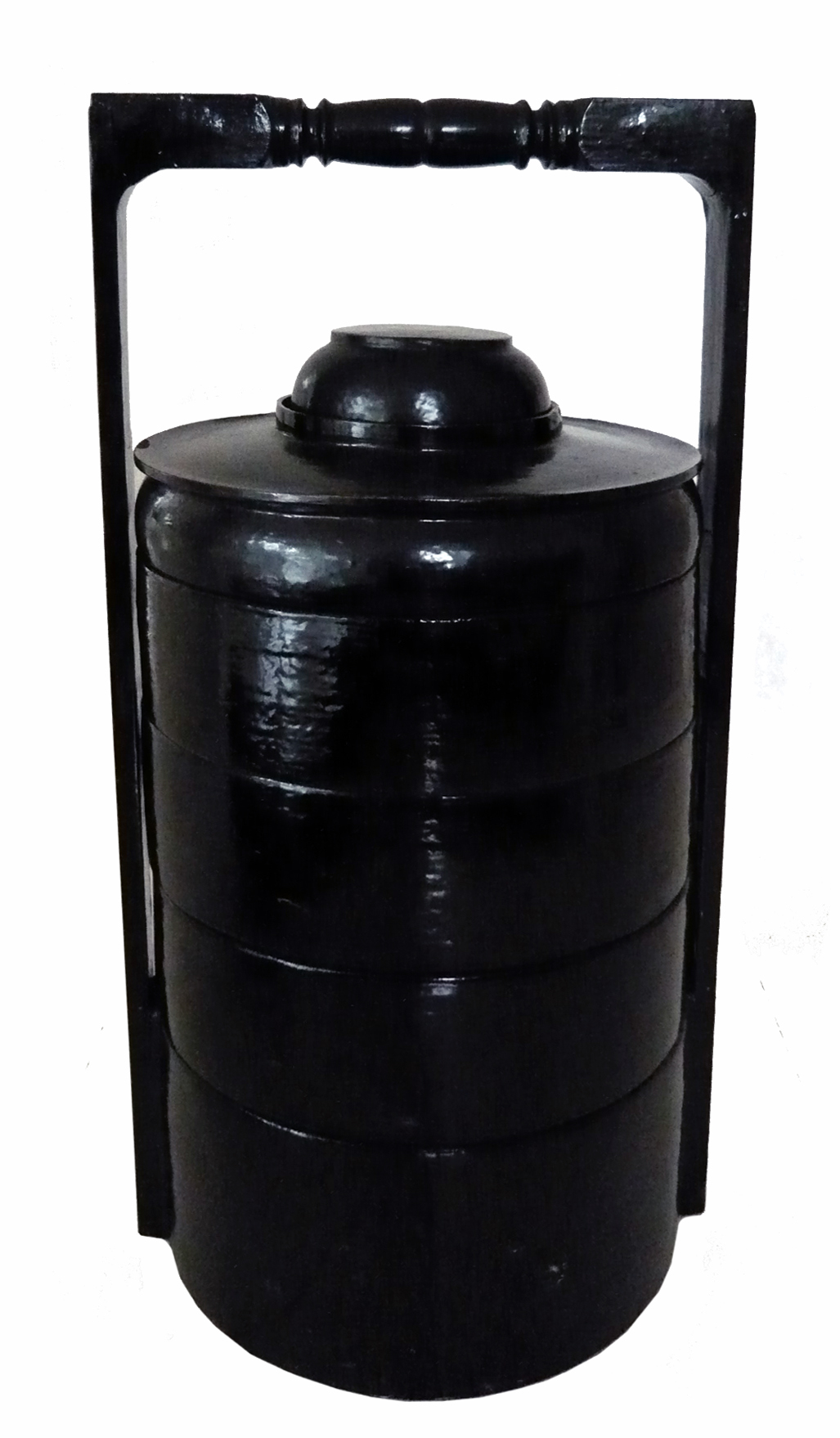
السفرطاس.

السَفَرْطَاس (الجمع: سَفَرْطَاسَات) أو المَطْبَقِيَّة (الجمع: مَطْبَقِيَّات) وتسمى أيضًا حَامِلَات الغِذَاء هي نوع من صندوق الغذاء، عدة أوعية مطبقة بعضها فوق بعض، ويشيع استخدامها في جنوب آسيا وغربها. وقد توسع وانتشر استخدامها في جنوب آسيا إلى الهند وأندونسيا وماليزيا وتايلندا وسنغافورة أيضاً. ويعرف في أندونسيا بـ «رَنتَنج» "rantang"، وبـ «مانجكوك تينجكات» mangkuk tingkat (سلطانية مستوية) في مالاي. وعند العرب يطلق عليه اسم «السفرطاس» وتعني سلطانيات سفر في تركيا.
ويستخدم استخدامًا كبيرًا في المجر، أولاً: لنقل وجبات المطعم الخفيفة (السريعة) النصف يومية لاستهلاكها في المنزل. وتعني الكلمة الهنغارية لصندوق الغداء إيثودو(حامل طعام)، وهو متشابه تماماً مع جهاز يدعى هِنكِلمَن في ألمانيا. يكون دائرياً أحياناً أو في شكل بيضاوي مشابه لأطباق الحملات العسكرية. اشتهرت كندا بالهِنكلمن حتي 1960. ولكن الألمان يستخدمونه بندرة اليوم. يأتي عادة بطبقتين أو ثلاثة طوابق مع إمكانية احتوائه على أربع طبقات من خلال الوجهات التفصيلية الكثيرة.
الطابق الأسفل يكون الأوسع والمستخدم غالباً لتعبة الأرز. يُفتح حامل الغداء بواسطة فتح المغلق الصغير الذي يوجد علي جانب المقبض. في مدينة (مُمباي) الهندية يوجد طاقم تسليم كفء ومعقد لتسليم وجبات غداء ساخنة بانتظام موضوعة في وعاء الغداء إلي مكاتب الموظفين في الضواحي والمنازل (متعهدي الطعام).ويستخدمه عمال تسليم مشهورين بدباباوالس dabbawalas.

## التأثيل
السفرطاس لفظين مركبين تركيبًا مزجيًا، الكلمة الأولى هي السفر من (س ف ر) بمعنى قطع المسافة وهو الانتقال من مكان إلى آخر، والكلمة الثانية هي طاس، والطاس هو وعاء صغير شبيه بالسلطانية.